# منتخب بروناي تحت 17 سنة لكرة القدم
منتخب بروناي تحت 17 سنة لكرة القدم (بالملايو:Pasukan bola sepak kebangsaan bawah-17 Brunei)، هي منتخب قومي لكرة القدم لمن يلعب تحت سن 17 سنة في بروناي، لم يتمكن منتخب بروناي من التأهل لكأس آسيا تحت سن 17 سنة لكي تتأهل إلى كأس العالم تحت سن 17 سنة.

## مصدر
1. ↑  Brunéi Darussalam - Brunei Darussalam Under 16 - Resultados, próximos partidos, equipo, estadísticas, fotos, videos y noticias - Soccerway نسخة محفوظة 07 مارس 2016 على موقع واي باك مشين.